# Manfredo III de Saluzzo
Manfredo III (muerto en 1244) fue el tercer marqués de Saluzzo, desde 1215 hasta su muerte. Fue hijo de Bonifacio de Saluzzo y de María di Torres de Sassari.

## Gobierno
Puesto que el padre de Manfredo murió en 1212, sucedió a su abuelo Manfredo II de Saluzzo como marqués tras su muerte en 1215. Su abuela paterna Adelaida o Azalaïs de Montferrato fue regente durante su minoría de edad hasta 1218. Durante este período, su abuela pagó tributo al conde Tomás I de Saboya.
En 1216 Azalaïs hizo un trato con Tomás I para formalizar el matrimonio del hijo del conde de Saboya, Amadeo, con su nieta Agnes.  Sin embargo, el matrimonio nunca tuvo lugar por un  posible problema de consanguinidad, ya que Azalaïs era prima carnal del padre de Tomás.  Amadeo se casó con Ana de Burgundia y Agnes ingresó en el convento cirtenciense de Santa María della Stella, en Rifreddo.
En 1218 Manfredo adquirió todo el poder y su abuela se retiró a un convento. Cuanto su posición de gobierno adquirió la fuerza y apoyos suficientes, Manfredo decidió seguir la política de su abuelo contra el expansionismo de Saboya.  Rompió los lazos de vasallaje que le unían a Tomás I de Saboya y firmó un tratado de alianza con su primo, el marqués Bonifacio II de Montferrato.  Esta alianza incluía una cláusula de defensa mutua contra Milán o Saboya, y se dejaba claro que si uno de los dos moría sin descendencia los territorios del finado pasaran a ser propiedad del que sobreviviese.
Murió en 1244 y le sucedió su hijo Tomás I.

## Descendencia
Manfredo III se casó en 1233 con Beatriz de Saboya, hija de Amadeo IV de Saboya y de Margarita de Viena.  Con ella tuvo a su hijo Tomás,quien le sucedió a su muerte.